# Adriaen Coenen

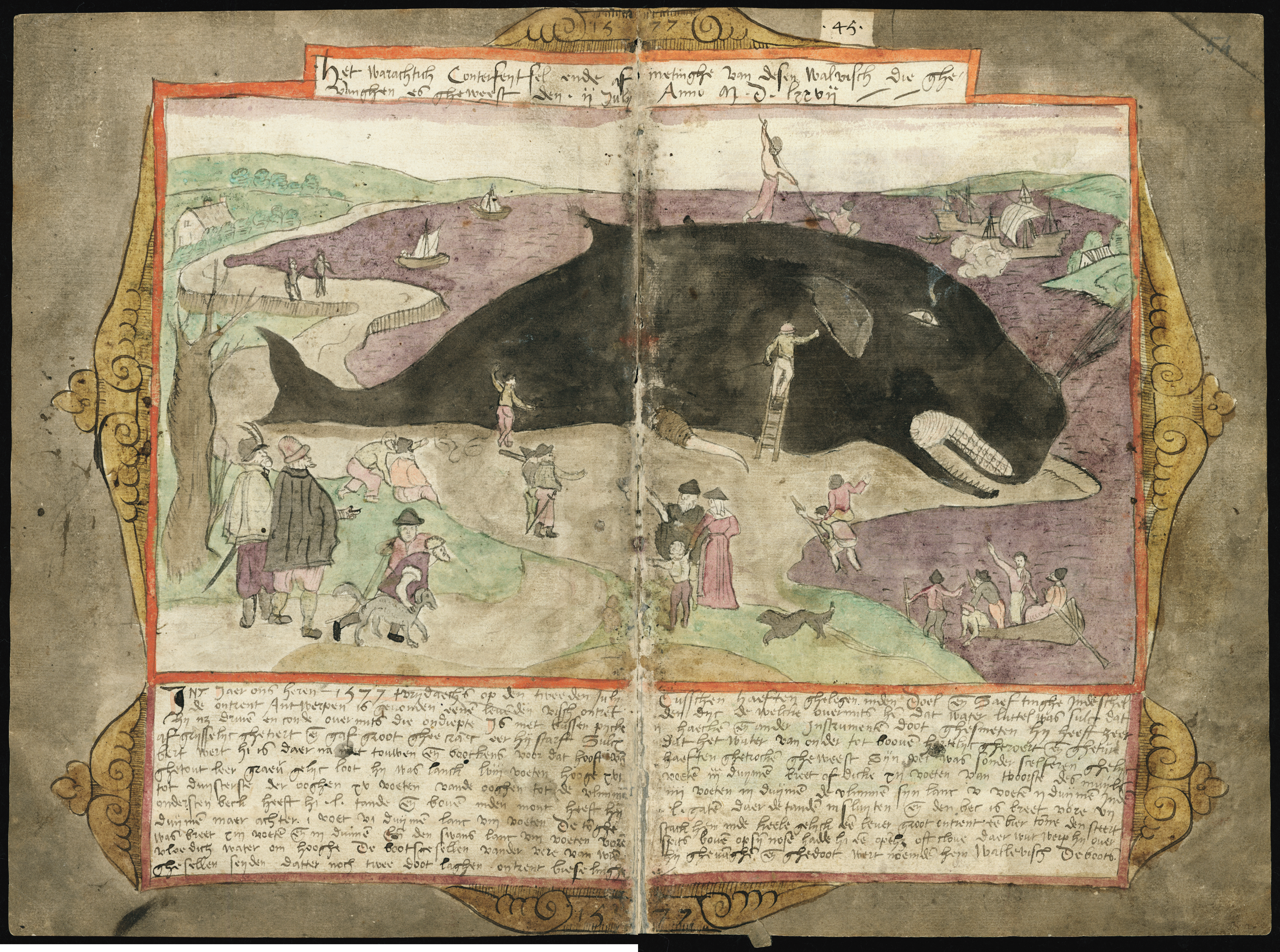
Walvis van Saaftinge. Coenens beschrijving en zijn illustratie.Visboeck.

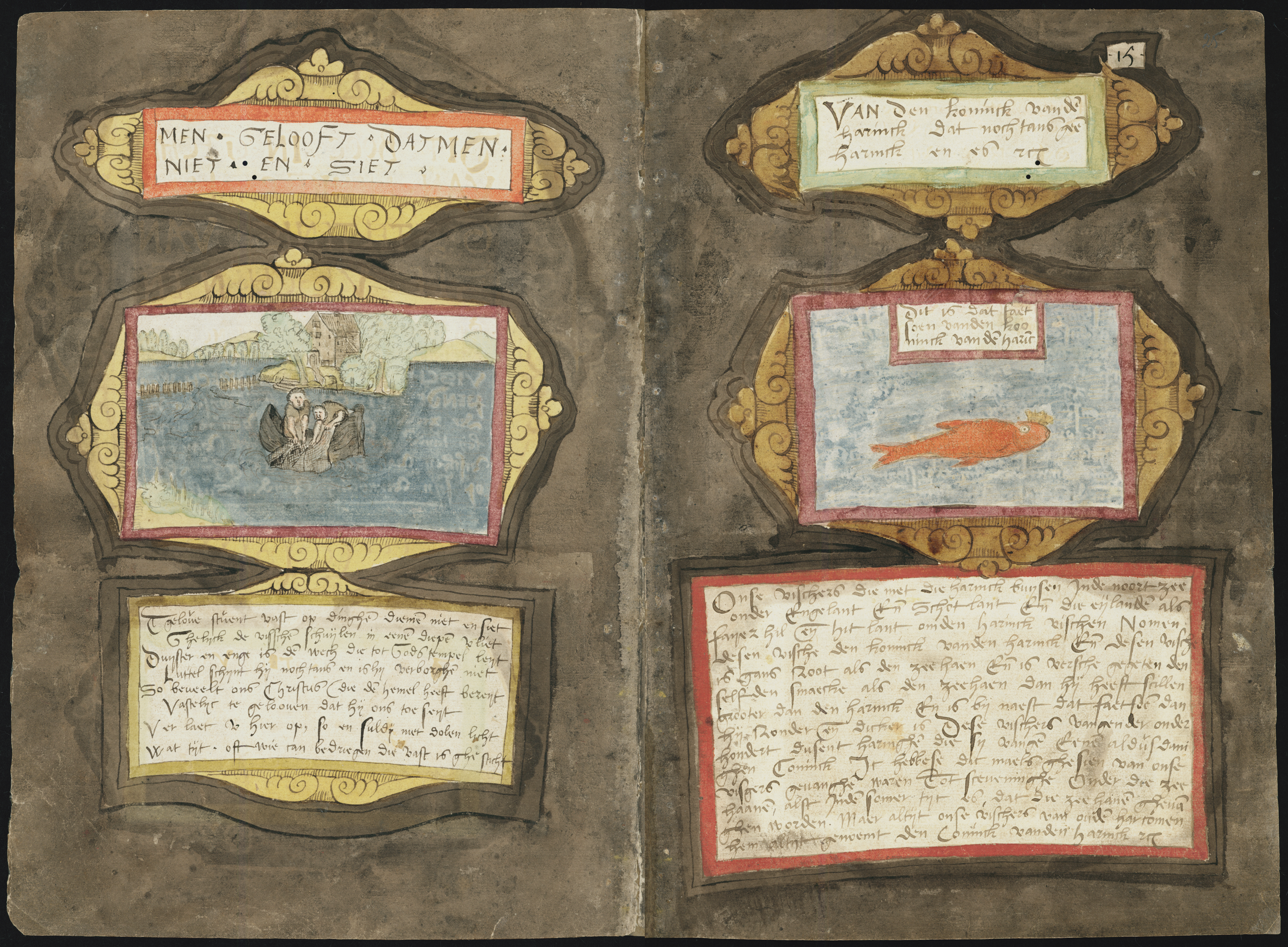
Rechts: Coenens handschrift en zijn illustratie van de 'Haringkoning'.

Adriaen Coenen (of Adriaen Coenensz van Schilperoort, Scheveningen, 1514 – 1587) was een Scheveningse vishandelaar, een afslager van zeevis en daarnaast een amateur ichtyoloog vanwege zijn interesse voor alles wat in de zee huisde.

## Privé
Hij trouwde voor het eerst toen hij 46 jaar oud was, maar was nog kinderloos toen zijn eerste vrouw overleed. Zijn tweede vrouw schonk hem in 1577 een zoon, Coenraad. Van Adriaen Coenen en zijn vrouw bestaan geen afbeeldingen; een afbeelding die Coenen in het Visboeck weergeeft van zijn zoon is eerder symbolisch dan realistisch.

## Coenens bronnen
Alhoewel hij geen verdere opleiding had genoten dan de dorpsschool, was Coenen in hoge – en in zelfs prinselijke – kringen te Den Haag en daarbuiten een graag geziene gast. In die hoedanigheid vertelde Coenen zijn gastheren en de verdere aanwezigen over velerlei creaturen uit de zee, over op het strand waargenomen bijzonderheden, over merkwaardige natuurverschijnselen en over de gevolgen van dat laatstgenoemde. Want hij kon door het vele aanschouwde of gelezene daarover altijd wel het een en ander kwijt. Vanuit Coenens kennissenkringen kreeg hij hoogstaande werken ter inzage die zijn kennis verruimden. Dit stelde hem op zijn beurt in staat, de opgedane kennis tot zich te nemen en deze in zijn 'albums' weer te geven. Men gaat ervan uit dat Coenen zelf ook over een niet onaanzienlijke boekerij beschikte.

## Werken
Het Visboeck van Coenen is een opmerkelijk schriftuur. Het 16de-eeuwse handschrift is rijkelijk versierd met ingekleurde illustraties. Deze verschaffen moderne onderzoekers praktische kennis over de 16e-eeuwse visserij, zoals over de toen in gebruik zijnde netten, de toenmalige vissersschepen en de destijds in zee aan te treffen vissen. Los daarvan treft men in zijn Visboeck beschrijvingen aan van insecten, zeegeesten, draken, in- en uitheemse dieren, natuurverschijnselen en mirakels.
In het Walvisboek, een ander naslagwerk van Coenen, wordt behalve aan dit zeezoogdier ook aandacht besteed aan kleinere vissoorten als de zeewolf maar ook aan dieren als de bever en de otter. Het handschrift van Coenen is goed leesbaar zodat zijn teksten - met inachtneming van de zinsbouw en de spelling van de 16e eeuw - gemakkelijk zijn te ontcijferen.
Het Walvisboek is eigendom van de Koninklijke Maatschappij voor Dierkunde Antwerpen. In 2007 kreeg de Erfgoedbibliotheek Hendrik Conscience het in langdurige bruikleen, waar het behoort tot een van haar topstukken.
Daarnaast schreef Coenen nog een onvoltooid boekje over de Haringkoning.

## Geen haringhandelaar
In Coenens Visboeck valt rond zijn dagelijkse bezigheden als vishandelaar iets - schijnbaar - tegenstrijdigs op. Enerzijds schrijft Coenen namelijk in zijn naslagwerk vol vuur over de haring. In zijn Visboeck wordt de haring, de handel daarin en de visserij daarop én beschreven én bejubeld. Coenen citeert binnen zijn verhandeling over de haring zelfs een gedicht waarin de haring glorieert. Anderzijds echter handelde Coenen - ondanks zijn jubelstemming erover - niet in haring. Dit heeft ten eerste te maken met het gegeven dat destijds in Scheveningen nauwelijks haring werd aangevoerd. De toenmalige Scheveningse - platboomde - vissersvloot was door het ontbreken van een zeehaven vrijwel niet ingesteld op de (Grote) visserij op haring. Daarnaast was het beslist niet zo dat een vishandelaar en een haringhandelaar een en eenzelfde was. Coenen behoorde tot de eerste categorie, dus hij was een vishandelaar. Iemand van de tweede categorie, een haringhandelaar dus, trof men in de vissersdorpen aan de Noordzeekust vrijwel nooit aan.

## 'Definitie van de haring'
Haring is haring en vis is al het andere: het is een definitie met een knipoog maar - zoölogie en de biologie daargelaten - kent het hier vermelde een kernachtige waarheid. Eeuwenlang is de handel in vis en de handel in haring gescheiden geweest; Er werd zeer concreet gesproken van haringhandelaren naast vishandelaren. Het waren zeer duidelijk twee aparte bedrijfstakken. Dit gold goeddeels voor de kleinhandel en geheel voor de groothandel. Zowel de vangst van haring als de verwerking ervan lagen mijlenver verwijderd van de vangst van vis en van de verwerking dáárvan. Na de Tweede Wereldoorlog zijn de beide takken van handel binnen een en dezelfde bedrijfstak getrokken. In het geval van Coenen was het niet eens zozeer de afstand tussen de verwerking en de verhandeling van de twee 'producten' als wel het vrijwel ontbreken van de aanvoer van een van die twee 'producten', te weten de haring. Gezien zijn uitvoerige verslaggeving erover is Coenen in theorie goed op de hoogte geweest van het 'product' haring maar hij kon weinig met die kennis.
Het nam niet weg dat Coenen wel degelijk op de hoogte was van die aanvoer en die handel welke plaats had. Coenen vermeldt met name het type vissersschepen, de 'buysscepen', die op haring visten en de relevante rederijen binnen haringsteden als Rotterdam, Delfshaven en Schiedam. Voor zover in de herfst door dorpen aan de Noordzeekust op haring werd gevist, ging het om vers aan te voeren haring; daar werd aldus Coenen bockem af gedroogt of drogen harinck. Het ging echter om numeriek kleine hoeveelheden haring vergeleken met de enorme haringaanvoer van de haringsteden van welke de reeds aan boord gekaakte en vervolgens gepekelde haring werd verwerkt tot het zeer omvangrijke uitvoerproduct dat door Coenen werd geprezen als een Gratia Deij, of die Gratie Goedes Almachtich.

## De prins van Oranje
Door een vermelding in Coenens Visboeck wordt duidelijk dat hij voorafgaand aan het hier genoemde nog bekende exemplaar een soortgelijk boek heeft gemaakt. Coenen geeft aan dat hij dat heeft geschonken aan den Prinse van Orangen. Hij vermeldt dit tot driemaal toe en spreekt onder meer van een: Visboock dat ik hem sconc als hij tot Delft lach als die Spangaers (Spanjaarden: auteur) die eerste mael Leiden hadden beleegen. Het gaat hierbij dus expliciet om Willem van Oranje. Coenen en de Prins kenden elkaar blijkbaar; Coenen werd op een dag door de Prins uitgenodigd en ten huize van de laatste ontvangen. Het geschenk dat door Willem van Oranje in dank werd aanvaard is in de loop der eeuwen spoorloos verdwenen.

## Coenens gewijzigde geloofsleven
Er zijn folio's die een beeld schetsen van de begin 16e-eeuwer Coenen die de opkomst van de Reformatie, de Beeldenstorm en het begin van de Tachtigjarige Oorlog over zich heen kreeg. Te lezen valt hoe Coenen naar het toenmalige oorspronkelijke rooms-katholieke geloof terugkeek nadat hij zich klaarblijkelijk had bekeerd tot het protestantisme. Alhoewel qua omvang in folio's aanzienlijk minder, zijn de folio's waarop Coenen wijst op het toenmalige geloofsleven in het algemeen en op zijn eigen geloofsovertuiging in het bijzonder, als onthullend aan te merken. Coenen leefde immers in de roerige jaren waarin de latere Republiek vele jaren in de greep werd gehouden door de fel rooms-katholieke Spaanse vorst Filips II en diens legermacht. In Coenens geboortedorp en oorspronkelijke woonplaats Scheveningen lag voor de toenmalige bewoners de omslag van het rooms-katholicisme naar het protestantisme tussen 1573-1578. Dit wordt óók aangetoond door Coenen: hij geeft in zijn naslagwerk de toenmalige aanwezigheid in zijn geboortedorp aan van een predikant gezien het citaat: "Daer was een predicant bij ons (die:auteur) seijde, dat onse visgers ijzere magen hadden"

## Geloofsbelijdenissen en lofprijzingen

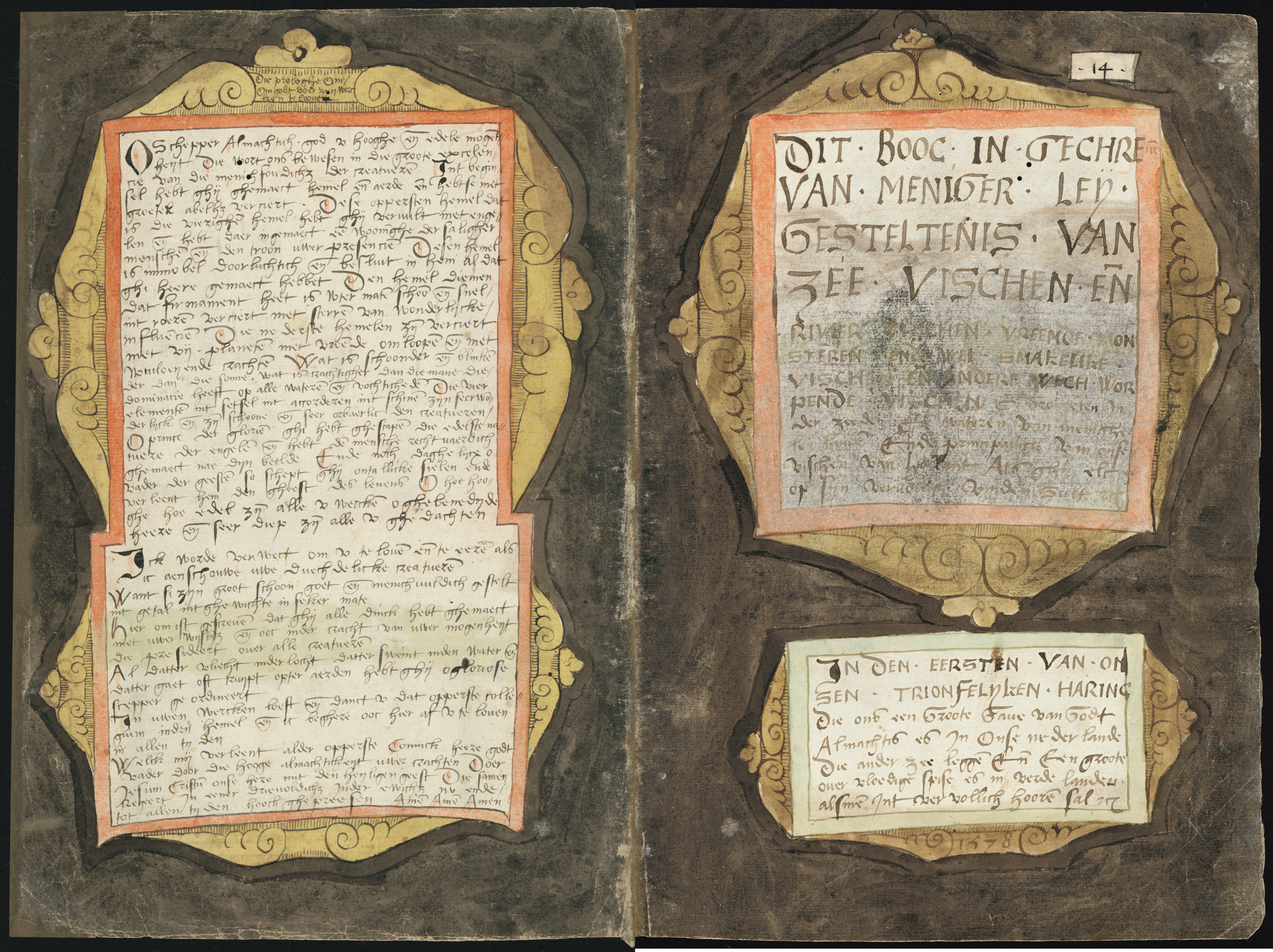
Links, onder: Al datter vliecht in der lucht, datter swemt inden water ende datter gaet of cruypt opter aerde hebt ghij, o gloriose scepper geordineert. In uwen wercken loeft ende danct u dat opperste collegium in den hemel ende Ic beghere ooc hieraf u te loven in allen tijden

Coenens gewijzigde godsdienstige inzichten komen al direct en sterk naar voren in de eerste folio's van zijn Visboeck. waarin hij de Bijbelse psalm 8 in twee talen weergeeft, namelijk in het Latijn en in zijn toenmalige eigen landstaal. Het gebruik van het Latijn is opmerkelijk. Coenen had geen kennis van deze oude taal wat blijkt uit een van zijn citaten, luidend: alsoe Ic geen latijnist en ben. Daarop volgen dan geloofsbelijdenissen afgewisseld met lofprijzingen. De hiernavolgende lofprijzing toont Coenens bewondering voor zijn Schepper:
Al datter vliecht in der lucht, datter swemt inden water ende datter gaet of cruypt opter aerde hebt ghij, o gloriose scepper geordineert. In uwen wercken loeft ende danct u dat opperste collegium in den hemel ende Ic beghere ooc hieraf u te loven in allen tijden.

## Zevenhoofdig beest

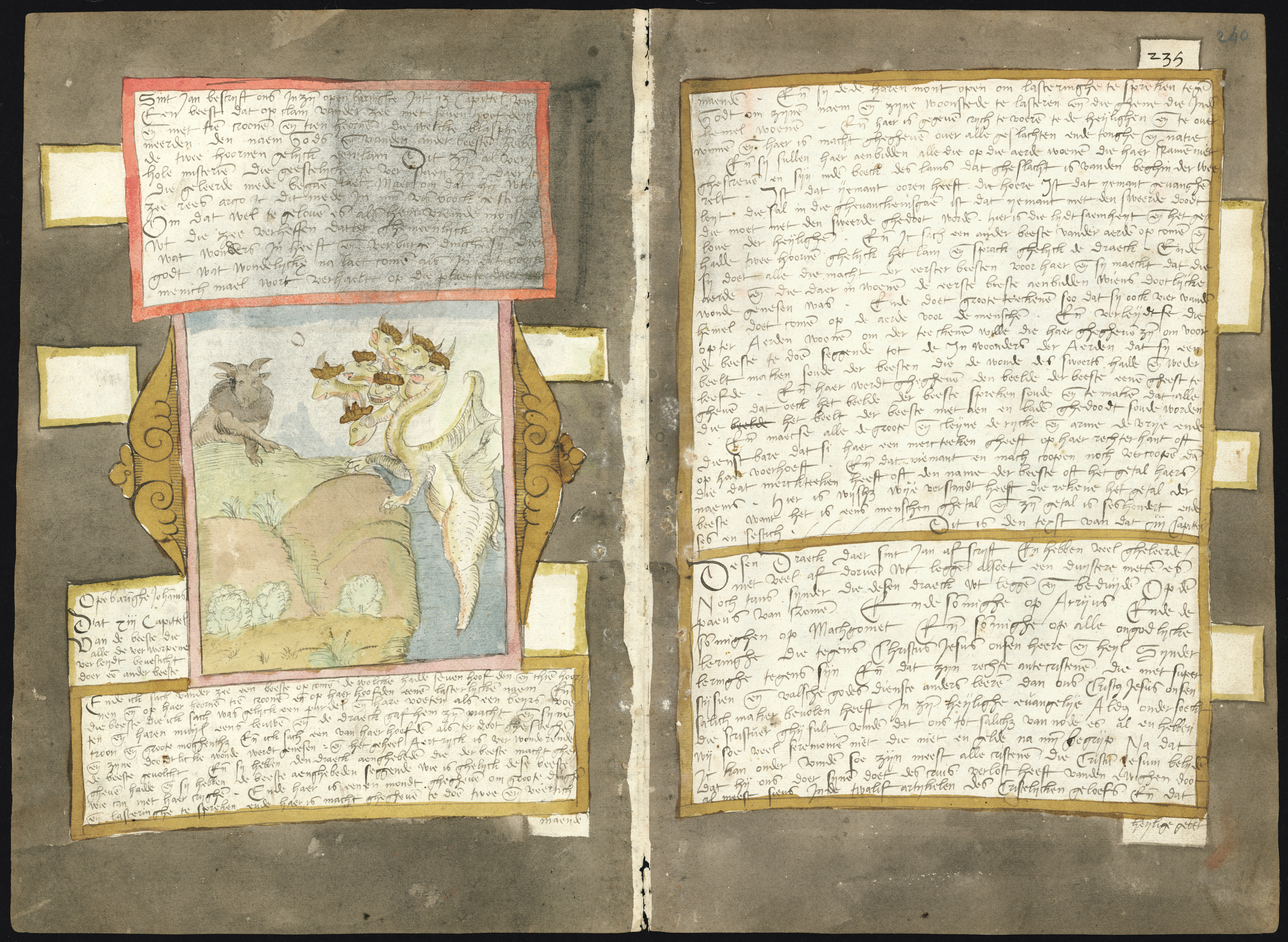
Zevenhoofdig beest dat opkomt uit de zee

Na velerlei - feitelijk meer ter zake doende - verhandelingen vinden opnieuw religieuze verhandelingen hun plaats bij Coenen. Hij verwijst daarin naar St. Jan, nú meer bekend als de apostel Johannes en naar diens Bijbelboek Openbaringen, hoofdstuk 13, waarin sprake is van een zevenhoofdig beest dat opkomt uit de zee. Coenen formuleert voorzichtig wanneer hij schrijft over het beest en reacties daarop aanhaalt van 'gheleerden': Nochtans sijnder die desen draeck wt leggen ende beduyden op de paeus van Rome. Hij ondersteunt zijn voorzichtigheid nog door de kanttekening dat, aangezien het beest vanuit de zee opkomt, hij het heeft opgenomen in zijn Visboeck.
Coenen hekelt vervolgens de leer van de Kerk van Rome, haar vele kerkelijke ceremonieën, haar leraren en dienaren en hun geestelijke leider, de paus. Hij schrijft over heidenen wier priesters de mensen vervoeren. In het verlengde daarvan schrijft hij over de paus zelf:"Gelijck wij mede een langen tijt van de Roomsche pauesen vervoert zijn (geweest: auteur) tot ter tijt toe dattet Godt almachtich belieft heeft". Coenens – hier blootgelegde – geestelijke leven is weinig belicht en bekend geworden.
- Bibsys: 3121854
- Bibliothèque nationale de France: cb159420806 (data)
- Biografisch Portaal: 51947496
- Stuttgart Database of Scientific Illustrators 1450–1950: 4681
- Gemeinsame Normdatei: 120560658
- International Standard Name Identifier: 0000 0000 5491 3201
- Library of Congress Control Number: no98115529
- Nederlandse Thesaurus van Auteursnamen: 069981965
- RKD-Nederlands Instituut voor Kunstgeschiedenis: 112594
- Système universitaire de documentation: 083709266
- Virtual International Authority File: 64841031
- WorldCat: E39PBJjHcDCdYmC37trtdqKrv3